# 지옥사원
《지옥사원》은 매주 화요일 네온비와 캐러멜이 다음 웹툰에서 연재하는 웹툰이다.